# Franse parlementsverkiezingen 1815
Op 14 en 28 augustus 1815 werden er in Frankrijk parlementsverkiezingen gehouden. Het waren de parlementsverkiezingen tijdens de Eerste Restauratie.
De helft van de kandidaten werden gekozen door departementele kiescolleges; de andere helft werd rechtstreeks gekozen.
De verkiezingen werden gewonnen door de Ultra's, de ultramonarchisten.

## Uitslag
| Politieke stroming        | zetels |
| ------------------------- | ------ |
| Ultra's                   | 350    |
| Republikeinen (oppositie) | 50     |